# وودکیر (کالیفرنیا)
وودکیر (به انگلیسی: Woodacre) یک منطقهٔ مسکونی در ایالات متحده آمریکا است که در شهرستان مارین، کالیفرنیا واقع شده‌است. وودکیر ۴٫۶۵۳ کیلومتر مربع مساحت و ۱٬۳۴۸ نفر جمعیت دارد و ۱۱۱ متر بالاتر از سطح دریا واقع شده‌است.